# Lampara

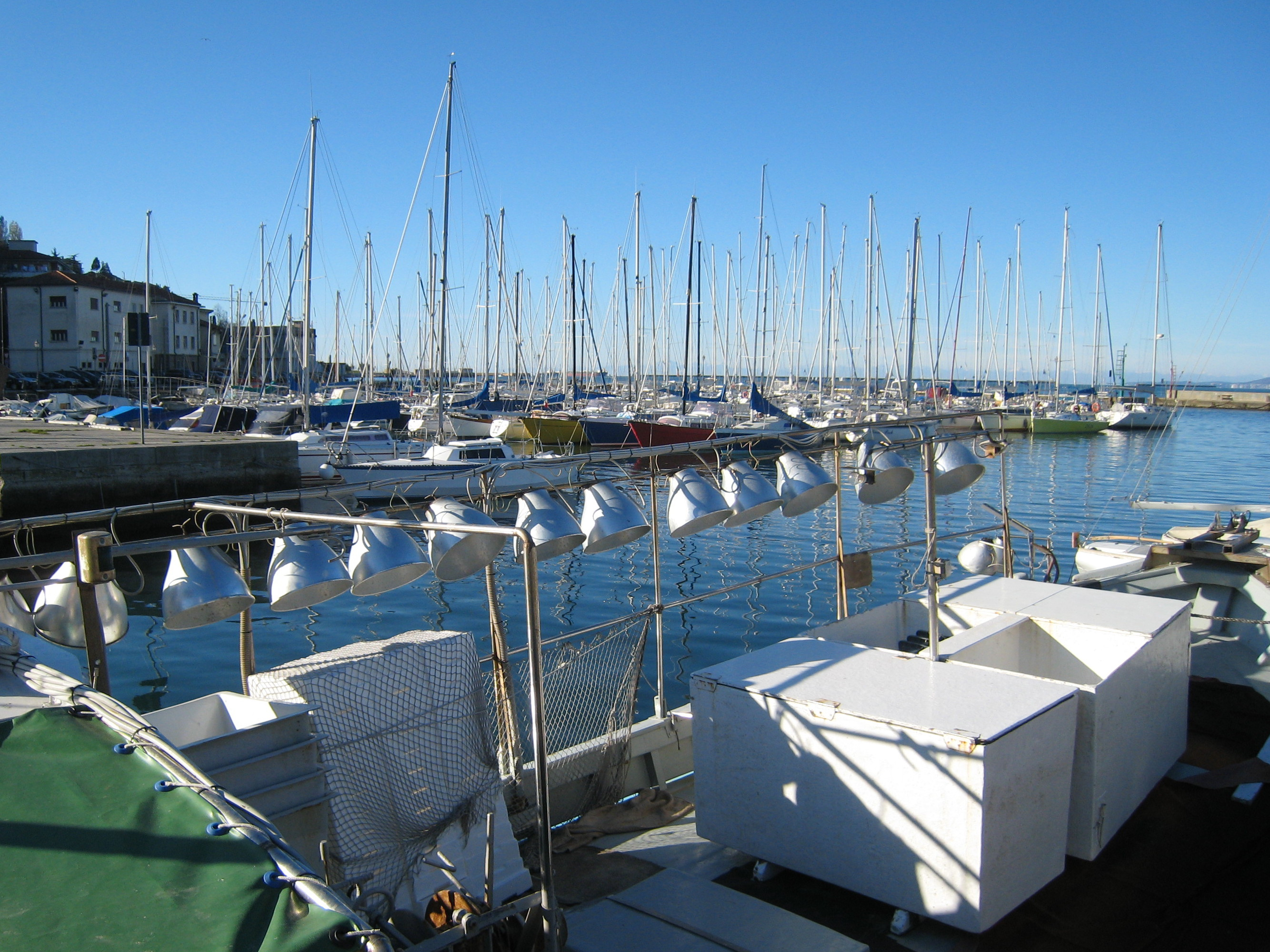

La lampara è un tipo di lampada molto grossa e potente, montata su di una barca che viene usata dai pescatori di notte per illuminare la superficie dell'acqua, al fine di attrarre i pesci in superficie per poi intrappolarli nella rete o catturarli con la fiocina.

## Descrizione
Per estensione vengono chiamati lampara anche il peschereccio che monta tali attrezzature e la rete usata per questo tipo di pesca.
Le lampare possono essere alimentate ad acetilene o con corrente elettrica.